# Geeks d'Ouro
Os GEEKS d'OURO são um conjunto de prémios dedicados à cultura Geek que todos os anos contemplam os melhores lançamentos nas mais diversas áreas em Portugal. São considerados todos os melhores lançamentos nas áreas de Séries de Televisão, Cinema, Anime, Manga, Literatura, Banda Desenhada, Videojogos e Jogos de Tabuleiro.

## História
Os prémios GEEKS d'OURO surgiram no final de 2018, com organização do Café Mais Geek, com o objetivo de premiar o melhor conteúdo lançado em Portugal nas mais diversas áreas da cultura Geek. O conjunto de nomeados na primeira edição foi totalmente selecionado pela equipa organizadora enquanto o público votou nos grandes vencedores. Na segunda edição é criada a Academia Geek, através de convite, onde várias plataformas e indivíduos especializados nas diversas áreas selecionaram os nomeados para os prémios, sendo o público a decidir novamente os vencedores. A academia consistia em 26 membros na segunda edição.
Na terceira edição a Academia Geek, ou como se passará a chamar formalmente: Academia Portuguesa da Cultura Geek, recebe um maior conjunto de plataformas e indivíduos especializados. Os 44 membros da academia são os responsáveis por escolher os grandes nomeados para os GEEKS d'OURO.

## Edições
| Edição | Referente ao Ano | Data da cerimónia   | Local da cerimónia              |
| ------ | ---------------- | ------------------- | ------------------------------- |
| 1.ª    | 2018             | 3 de março de 2019  | Centro Cultural de Penacova     |
| 2.ª    | 2019             | 15 de maio de 2020  | Online                          |
| 3.ª    | 2020             | 13 de março de 2021 | Online                          |
| 4.ª    | 2021             | 5 de março de 2022  | Centro Cultural de Penacova     |
| 5.ª    | 2022             | 24 de março de 2023 | Online                          |
| 6.ª    | 2023             | 15 de abril de 2024 | Online                          |
| 7.ª    | 2024             | 26 de abril de 2025 | Convento São Francisco, Coimbra |

## VII Edição (2025)

##### Cinema & Televisão (Filmes, Séries & Anime)
| Melhor Filme Geek | Melhor Filme de Animação | Melhor Filme Anime |
| --- | --- | --- |
| - Deadpool & Wolverine (NOS Audiovisuais) - A Substância (Pris) - Alien: Romulus (NOS Audiovisuais) - Duna: Parte Dois (Cinemundo) - Sonic 3: O Filme (NOS Audiovisuais) - Wicked (Cinemundo)         | - Robot Selvagem (Cinemundo) - Divertida-Mente 2 (NOS Audiovisuais) - Gru O Maldisposto 4 (Cinemundo) - O Panda do Kung Fu 4 (Cinemundo) - Transformers: O Início (NOS Audiovisuais) - Vaiana 2 (NOS Audiovisuais)                                                   | - Demon Slayer: Kimetsu No Yaiba - To the Hashira Training (Big Picture) - Blue Lock O Filme - Episódio Nagi (Big Picture) - Digimon Adventure 02: O Início (NOS Audiovisuais) - Haikyu!! A Batalha da Lixeira (Big Picture) - Mononoke - O Filme: O Fantasma na Chuva (Netflix) - Spy X Family Código: Branco (Big Picture) |
| Melhor Curta Geek Nacional | Melhor Curta de Animação Nacional | Melhor Adaptação Geek |
| - O Procedimento - Chico Noras - Mau Por Um Momento - Daniel Soares - Parem de Olhar para Mim Um Filme - Carolina Aguiar - Picture Break - Pedro Nogueira - Umbral - Miguel Andrade                   | - The Hunt - Diogo Costa - A Menina com os Olhos Ocupados - André Carrilho - Amanhã Não Dão Chuva - Maria Trigo Teixeira - O Estado de Alma - Sara Naves - Percebes - Alexandra Ramires, Laura Gonçalves - Três Vírgula Catorze - Joana Nogueira, Patrícia Rodrigues | - Fallout (Prime Video) - Agatha All Along (Disney+) - Arcane - Temporada 2 (Netflix) - Creatures Commandos (MAX) - Shōgun (Disney+) - Sonic 3: O Filme (Sony Pictures) |
| Melhor Série Geek | Melhor Série de Animação | Melhor Nova Temporada Geek |
| - Shōgun (Disney+) - Agatha All Along (Disney+) - Dune: Prophecy (Max) - Fallout (Prime Video) - Star Wars: Skeleton Crew (Disney+) - The Penguin (Max)                                               | - X-Men ‘97 (Disney+) - Creature Commandos (Max) - Dream Productions (Disney+) - Secret Level (Prime Video) - Star Wars: Tales of the Empire (Disney+) - Twilight of the Gods (Netflix)                                                                              | - Arcane T2 (Netflix) - Evil T4 (SkyShowtime) - House of the Dragon T2 (Max) - O Senhor dos Anéis: Os Anéis de Poder T2 (Prime Video) - Squid Game T2 (Netflix) - The Boys T4 (Prime Video) |
| Melhor Série Nacional | Melhor Série Anime | Melhor Anime Criado Fora do Japão |
| - O Americano (Actions Per Minute) - Astro-Mano (RTP Lab, Toca Produtora) - Erro 404 (Santa Rita Filmes) - Irreversível (Caracol Protagonista) - Matilha (Arquipélago Filmes) - SEMPRE (Coyote Vadio) | - Dan Da Dan (Crunchyroll) - Delicious in Dungeon (Netflix) - Dragon Ball: Daima (Crunchyroll) - Go! Go! Loser Ranger! (Disney+) - Orb: Moviments of Earth (Netflix) - The Elusive Samurai (Crunchyroll)                                                             | - The Lord of the Rings: The War of the Rohirrim (Sony Pictures) - Ninja Kamui (MAX) - Terminator Zero (Netflix) - Tomb Raider: The Legend of Lara Croft (Netflix) - True Beauty (Crunchyroll) |

#### Literatura & Banda Desenhada (Livros, Manga & BD)
| Melhor Livro Geek | Melhor Livro Geek Nacional | Melhor Banda Desenhada |
| --- | --- | --- |
| - O Ministério do Tempo - Kaliane Bradley (Singular) - Casa de Chama e Sombra - Cidade da Lua Crescente 3 - Sarah J. Maas (Marcador) - O Deus da Floresta - Liz Moore (Edições Asa) - O Livro das Portas - Gareth Brown (TopSeller) - Powerless - Lauren Roberts (Singular) - Sistemas em Estado Crítico - Diários de um assassiborgue - Martha Wells (Relógio D'Água) | - Reinos Bastardos A Canção de Runa - Livro 1 - Luís Corte Real (Saída de Emergência) - A Lenda das Quimeras - Patrícia Fernandes (Saída de Emergência) - Admirável Mundo Verde - Filipa Fonseca Silva (Suma de Letras) - Aquorea – Expira: Mundos Secretos - M. G. Ferrey (Suma de Letras) - Libertem os Velhos - Maria Roque Martins (Editorial Divergência) - Mãe - Francisco Ramalheira (Saída de Emergência) | - Thorgal Saga - Volume 1 Adeus Aaricia - Robin Recht (A Seita) - A Estrada - Manu Larcenet (Ala dos Livros) - Na Cabeça de Sherlock Holmes - Cyril Liéron e Benoit Dahan (A Seita) - O Combate de Henry Fleming - Steve Cuzor (Ala dos Livros) - O Mundo Sem Fim - Jancovici (Ala dos Livros) - Patos - Dois Anos nas Areias Petrolíferas - Kate Beaton (Relógio D'Água) |
| Melhor Banda Desenhada Nacional | Melhor Banda Desenhada Novo Autor | Melhor Manga |
| - O Arauto - Ruben Mocho (A Seita) - Amor - Filipa Beleza (Iguana) - Macho Alfa 3 - Filipe Duarte Pina e Osvaldo Medina (A Seita) - Muzinga - André Diniz (A Seita) - O Corvo VII: O Despertar dos Esquecidos - Luís Louro (Ala dos Livros) - Sol - Diogo Carvalho (A Seita)                                                                                           | - O Arauto - Ruben Mocho (A Seita) - Amor - Filipa Beleza (Iguana) - Last Call - Gonçalo Fernandes (Gorila Sentado) - Paciência é o Meu Nome do Meio - Inês Fetchónaz (Escorpião Azul) - Sol - Diogo Carvalho (A Seita) | - Madan no Ichi - Osamu Nishi, Shiro Usazaki (Manga Plus) - Centuria - Tohru Kuramori (Manga Plus) - Dear Anemone - Rin Matsui (Manga Plus) - Negai no Astro - Ken Wakui (Manga Plus) |
| Melhor Manga Traduzido | Melhor Universo Literário | Melhor Narrativa Visual (BD e Manga) |
| - Frieren - Kanehito Yamada (Devir) - Bairro Distante - Jiro Taniguchi (Devir) - Crianças do Mar - Daisuke Igarashi (Devir) - Erva - Keum Suk Gendry-Kim (Iguana) - Gannibal - Masaaki Ninomiya (A Seita) - Look Back - Tatsuki Fujimoto (Devir) | - One Piece de Eiichiro Oda - As 5 Terras de Lewelyn e Jerome Lereculey - Blackwater de Michael McDowell - Kagurabachi de Takeru Hokazono - Monster de Naoki Urasawa - O Corvo de Luís Louro | - Thorgal Saga - Volume 1 Adeus Aaricia - Robin Recht (A Seita) - A Estrada - Manu Larcenet (Ala dos Livros) - Dias de Areia - Aimée de Jongh (Edições Asa) - Na Cabeça de Sherlock Holmes - Cyril Liéron e Benoit Dahan (A Seita) - O Deus das Moscas - Romance Gráfico - William Golding e Aimée de Jongh (Edições Asa)                                                 |

#### Jogos (Videojogos & Jogos de Tabuleiro)
| Melhor Videojogo | Melhor Videojogo Nacional | Melhor Videojogo VR |
| --- | --- | --- |
| - Astro Bot - Balatro - Black Myth: Wukong - Metaphor: ReFantazio - Prince of Persia: The Lost Crown - Silent Hill 2 | - Alentejo Tinto's Law - Arc Seed - Europa - Exophobia - The Night is Grey | - Batman: Arkham Shadow - Arizona Sunshine Remake - Blade & Sorcery: Nomad - Metal: Hellsinger VR - Metro Awakening - Skydance’s Behemoth |
| Melhor Videojogo Independente | Melhor Videojogo com História | Melhor Jogo de Tabuleiro |
| - Balatro - Animal Well - Crow Country - Neva - Still Wakes the Deep - Thank Goodness You’re Here! | - Indiana Jones and the Great Circle - Final Fantasy VII: Rebirth - Like a Dragon: Infinite Wealth - Metaphor: ReFantazio - Senuas’s Saga Hellblade 2 - Silent Hill 2 | - Cities (Devir) - Asian Tigers (Pythagoras) - Flamecraft (Salta da Caixa) - Floresta (MEBO Games) - Planta Nubo (Devir) - Sand (Devir) |
| Melhor Jogo de Tabuleiro Nacional | Melhor Jogo de Tabuleiro Familiar | Melhor Jogo de Tabuleiro Estratégico |
| - Floresta - Nuno Santos, Przemek Wojtkowiak (MEBO Games) - Apanha o Galo - Costa (Pythagoras) - Asian Tigers - Nuno Bizarro Sentieiro, Paulo Soledade (Pythagoras) - Game Creator Set - Micael Sousa (Creative Toys) - Lusiadas - Nuno Santos (MEBO Games) - Stephens - Costa, Rôla (Pile Up Games) | - Apanha o Galo - Costa (Pythagoras) - Cities - Steve Finn, Phil Walker-Harding (Devir) - Decrypto - Thomas Dagenais-Lespérance (Salta da Caixa) - Flash 10 - Wolfgang Kramer (Devir) - Floresta - Nuno Santos, Przemek Wojtkowiak (MEBO Games) - Vida na Floresta - Kosch (MEBO Games) | - Cities - Steve Finn, Phil Walker-Harding (Devir) - Asian Tigers - Nuno Bizarro Sentieiro, Paulo Soledade (Pythagoras) - Botanicus - Samuele Tabellini Ferrari, Vieri Masseini (Devir) - Lobos - Ashwin Kamath, Clarence Simpson (MEBO Games) - Planta Nubo - Michael Keller, Andreas Odendahl, Uwe Rosenberg (Devir) - Sand - Ariel Di Costanzo, Javier Pelizzari (Devir) |
| Melhor Jogo de Tabuleiro com Mecânica Inovadora | | |
| - Vida na Floresta - Kosch (MEBO Games) - Cube Express - Orlando Sá (Spielefaible) - Sand - Ariel Di Costanzo, Javier Pelizzari (Devir) - Smart10 - Christoph Reiser, Arno Steinwender (MEBO Games)                                                                                                  | | |

#### O Mundo Geek (Fandom, Comunidade & Conteúdo)
| Personalidade Geek                                                       | Melhor Cosplayer                                                                                            | Melhor Criador de Conteúdo Geek                                                       |
| ------------------------------------------------------------------------ | --- | ------------------------------------------------------------------------------------- |
| João Diogo Ramos (Fundador Museu Load ZX)                                | - Xhemyd - Banshee - Miacka - missbakemono - Nymesia - Synergy                                              | - Nicole Concha - AndréTGV - Espaço Cult - MF Gaming - Rapaz dos Jogos - Retro Raider |
| Melhor Streamer Geek                                                     | Melhor Podcast Geek                                                                                         | Melhor Equipa Esports                                                                 |
| - Nicole Concha - jvitoria - MF Gaming - StreamLAB - weatherlight - Xip4 | - SuperSenpais - Freire & Marques no Cinema - Glitch Gamecast - Piado do Pardal - Sala Azul - Split-Chicken | - GrowUp - EGN - ExSad - ForTheWin - GTZ - Team7                                      |

## VI Edição (2024)

#### Cinema & Televisão (Filmes, Séries & Anime)
| Melhor Filme Geek | Melhor Filme de Animação | Melhor Filme Anime |
| --- | --- | --- |
| - Oppenheimer (Cinemundo) (Vencedor) - Barbie (Cinemundo) - Dungeons & Dragons: Honra Entre Ladrões (NOS Audiovisuais) - Gritos 6 (NOS Audiovisuais) - Guardiões da Galáxia: Volume 3 (NOS Audiovisuais) - John Wick: Capítulo 4 (Pris Filmes)                       | - Homem-Aranha: Através do Aranhaverso (Big Picture) (Vencedor) - A Fuga das Galinhas: Estamos Fritas (Netflix) - Elemental (NOS Audiovisuais) - Nimona (Netflix) - Super Mario: O Filme (Cinemundo) - Tartarugas Ninja Caos Mutante (NOS Audiovisuais)                                 | - O Rapaz e a Garça (Outsider Films) (Vencedor) - Black Clover: A Espada do Rei Feiticeiro (Netflix) - Demon Slayer: Kimetsu no Yaiba – A Aldeia dos Ferreiros (Big Picture) - Psycho-Pass Providence (Crunchyroll) - Suzume (Big Picture)                                         |
| Melhor Curta Geek Nacional | Melhor Curta de Animação Nacional | Melhor Série Geek |
| - Natureza Humana (de Mónica Lima) (Vencedor) - 2720 (de Basil da Cunha) - Corpos Cintilantes (de Inês Teixeira) - Nobody (de Marcela Jacobina) - O Abafador (de Silvana Torricella) - O Jardineiro Do Convento / A Jardineira Do Convento (de Patrícia Neves Gomes) | - Sopa Fria (de Marta Monteiro) (Vencedor) - A Semente que Palpita (de Asa, Alice do Carmo e Tiago Pimenta) - Ana Morphose (de João Rodrigues) - Enxoval (de Mariana Pardal Jacinto) - O Homem Das Pernas Altas (de Vitor Hugo) - Quase me Lembro (de Dimitri Mihajlovic & Miguel Lima) | - The Last of Us (Vencedor) - Ahsoka - Gen V - Loki - One Piece - The Bear |
| Melhor Série de Animação | Melhor Série Nacional | Melhor Série Anime |
| - Rick and Morty (Vencedor) - Blue Eye Samurai - Castlevania: Nocturne - Invincible - Scott Pilgrim Takes Off - What If…? | - Rabo de Peixe (Vencedor) - Capitães do Açúcar - Cavalos de Corrida - Codex 632 - Lusitânia - Motel Valkirias | - Attack on Titan: The Final Chapters (Crunchyroll) (Vencedor) - Demon Slayer: Swordsmith Village Arc (Crunchyroll) - Frieren: Beyond Journey's End (Crunchyroll) - Jujutsu Kaisen: Hidden Inventory / Premature Death (Crunchyroll) - Pluto (Netflix) - Vinland Saga T2 (Netflix) |

#### Literatura & Banda Desenhada (Livros, Manga & BD)
| Melhor Livro Geek | Melhor Livro Geek Nacional | Melhor Banda Desenhada |
| --- | --- | --- |
| - Quarta Asa (de Rebecca Yarros) - Planeta (Vencedor) - A Medida (de Nikki Erlick) - Editorial Presença - Reino de Carne e Fogo Sangue e Cinzas - Livro 2 (de Jennifer L. Armentrout) - Marcador - Tempestade (de Neal Shusterman) - Desrotina - Um Reino de Intrigas (de Tahereh Mafi) - TopSeller - Vicioso (de V. E. Schwab) - Editora Minotauro                                                                  | - A Maldição de Rosas (de Diana Pinguicha) - Manuscrito Editora (Vencedor) - A Era da Ruína (de Filipe Faria) - Editorial Presença - As Nuvens de Hamburgo (de Pedro Cipriano) - Editora Nova Geração - Centelhas do Caos - Contos atípicos - Frenética - Ganandrya - A Maldição de Sangue (de A.R. Ruano) - Topseller - Victoria (de Ana Teresa Barreiros) - Cultura Editora | - Não Me Esqueças (de Alix Garin) - Edições Asa (Vencedor) - As muitas mortes de Laila Starr (de de Ram V e Filipe Andrade) - G Floy Studio - Frankenstein (de Mary Shelley e Georges Bess) - A Seita - Mulher Vida Liberdade (de Marjane Satrapi) - Iguana - Sou o Seu Silêncio - Um policial em Barcelona (de Jordi Lafebre) - Arte de Autor - Undertaker - Volume 6 - Salvage (de Xavier Dorison) - Ala dos Livros |
| Melhor Banda Desenhada Nacional | Melhor Manga | Melhor Manga Traduzido |
| - Neon (de Rita Alfaiate) - Escorpião Azul (Vencedor) - 7 Senhoras (de Margarida Madeira) - As Aventuras Completas de Dog Mendonça e Pizzaboy (de Filipe Melo e Juan Cavia) - Companhia das Letras - O Corvo VI - O Silêncio dos Indecentes (de Luís Louro) - Ala dos Livros - Porra... Voltei! (de Álvaro) - Insónia Edições - Umbigo do Mundo - Volume 2 - Regresso a senabria (de Penim e Carlos Silva) - A Seita | - Two on Ice (Manga Plus) (Vencedor) - Blooming Love (Manga Plus) - CHOUJIN X (Manga Plus) - Dogsred (Manga Plus) - Green Green Greens (Manga Plus) - Kagurabachi (Manga Plus) | - Chainsaw Man (de Tatsuki Fujimoto) - Devir (Vencedor) - A Menina que Veio do Outro Lado (Siúil, a Rún - 1 de Nagabe) - Editorial Presença - Monster (de Naoki Urasawa) - Devir - Porta do Céu (de Naomi Akimoto) - Sendai Editora - Sunny (de Taiyo Matsumoto) - Devir - Tomie (de Junji Itô) - Devir |

#### Jogos (Videojogos & Jogos de Tabuleiro)
| Melhor Videojogo | Melhor Videojogo | Melhor Videojogo |
| --- | --- | --- |
| - Hogwarts Legacy (Upload Distribution) (Vencedor) - Alan Wake II (Remedy Entertainment) - Baldur’s Gate 3 (Larian Studios) - Marvel's Spider-Man 2 (PlayStation Portugal) - Super Mario Bros. Wonder (Nintendo Portugal) - The Legend of Zelda: Tears of the Kingdom (Nintendo Portugal)           | | |
| Melhor Videojogo Nacional | Melhor Videojogo VR | Melhor Videojogo PC |
| - Voltaire: The Vegan Vampire (de Digitality Games) (Vencedor) - Back Then (de Octopus Embrace) - Evil Below (de Fire Raven Studios) - Little Goody Two Shoes (de AstralShift) - Oirbo (de ImaginationOverflow) - Railways: Train Simulator (de Nerd Monkeys e Infinity Games)                      | - Horizon Call of the Mountain (Guerrilla Games, Firesprite) (Vencedor) - Asgard’s Wrath 2 (Sanzaru Games) - Assassin's Creed Nexus VR (Ubisoft Red Storm) - Firewall Ultra (First Contact Entertainment) - Gran Turismo 7 VR (Polyphony Digital) - Resident Evil Village VR (Capcom) | - Lethal Company (Zeekerss) (Vencedor) - Inkbound (Shiny Shoe) - Naheulbeuk's Dungeon Master (Artefacts Studio) - Pizza Tower (Tour De Pizza) - Slay the Princess (Black Tabby Games) - System Shock Remake (NightDive Studios)                                 |
| Melhor Videojogo PlayStation | Melhor Videojogo Nintendo | Melhor Videojogo Xbox |
| - Marvel's Spider-Man 2 (Insomniac) (Vencedor) - Final Fantasy XVI (Square Enix) - Forspoken (Luminous Productions) - God of War: Ragnarok - Valhalla (Santa Monica Studio) - Horizon Call of the Mountain (Guerrilla Games, Firesprite) - Horizon Forbidden West: Burning Shores (Guerrilla Games) | - The Legend of Zelda: Tears of the Kingdom (Nintendo EPD) (Vencedor) - Fire Emblem Engage (Intelligent Systems) - Metroid Prime Remastered (Retro Studios) - Pikmin 4 (Nintendo EAD) - Super Mario Bros. Wonder (Nintendo EAD, Nintendo EAD Tokyo) - Super Mario RPG (Artepiazza)    | - Forza Motorsport (Turn 10 Studios) (Vencedor) - Age of Empires II Definitive Edition (Ensemble Studios, Forgotten Empires) - Hi-Fi Rush (Tango Gameworks) - Redfall (Arkane) - Starfield (Bethesda Game Studios) - The Last Case of Benedict Fox (Plot Twist) |
| Melhor Jogo de Tabuleiro | Melhor Jogo de Tabuleiro Nacional (Portugal) | Melhor Jogo de Tabuleiro Familiar/Festivo |
| - The White Castle (Devir) (Vencedor) - Bamboo (Devir) - Celtae (Pythagoras) - Lata (Pythagoras) - Marrakesh (Devir) - Neotopia (MEBO Games) | - Lata (Pythagoras) (Vencedor) - Bot Factory (Maldito Games) - Celtae (Pythagoras) - Gods of Rome (Pythagoras) - Lunaris 45 (Pile Up Games) - Neotopia (MEBO Games) | - Dixit Disney (MEBO Games) (Vencedor) - Kites (Devir) - Missão M (Pythagoras) - Savernake Forest (Devir) - That's Not a Hat (Ravensburger) - Tinta Fantasma (MEBO Games)                                                                                       |
| Melhor Jogo de Tabuleiro Cooperativo | Melhor Jogo de Tabuleiro A Dois | Melhor Jogo de Tabuleiro Estratégico |
| - EXIT – O Desaparecimento de Sherlock Holmes (Devir) (Vencedor) - Escape: A Maldição do Templo (Devir) - Kites (Devir) - Nevoeiro em Carcassonne (Devir) - O Caso de Alexandre Monteiro (OneCrimeStory)                                                                                            | - District Noir (MEBO Games) (Vencedor) - Qawale (MEBO Games) - Volto (Divercentro) - Yokai Sketch (Devir) | - The White Castle (Devir) (Vencedor) - 3 Ring Circus (Devir) - Bamboo (Devir) - Celtae (Pythagoras) - Marrakesh (Devir) - Neotopia (MEBO Games) |

#### O Mundo Geek (Fandom, Comunidade & Conteúdo)
| Personalidade Geek | Personalidade Geek                                                                              | Personalidade Geek                                                                                       |
| --- | ----------------------------------------------------------------------------------------------- | --- |
| Telmo Couto |                                                                                                 | |
| Melhor Dobragem Geek | Melhor Cosplayer                                                                                | Melhor Streamer Geek                                                                                     |
| - Fábio Silva - Miles Morales (Homem-Aranha: Através do Aranhaverso) (Vencedor) - Diogo Morgado - Rei Magnífico (Wish) - Paloma del Pillar - Asha (Wish) - Pedro Leitão - Willy Wonka (Wonka) - Tiago Retrê - Mack (Patos) - Tiago Teotónio Pereira - Peter Parker (Marvel's Spider-Man 2) | - Mary Louise (Vencedor) - Glin - Leo Workstation - Nymesia - Sara "ymna" R* - Syn3rgie         | - RicFazeres (Vencedor) - Impakt - MF Gaming - Move_Mind - StreamLab - TheRemedyLive                     |
| Melhor Podcast Geek | Melhor Canal Geek                                                                               | Melhor Website Geek                                                                                      |
| - Super Senpais (Vencedor) - Geekices do Demo - Glitch Gamecast - Isto Não é um Jogo - Piado do Pardal - Split Chicken | - MFGaming (Vencedor) - MyGiGpt - Nicole Concha - Rapaz dos Jogos - Retro Raider - Split-Screen | - The Golden Take (Vencedor) - EchoBoomer - Future Behind - Meus Jogos - MoshBit Gaming - Rubber Chicken |

## V Edição (2023)

#### Cinema & Televisão (Filmes, Séries & Anime)
| Melhor Filme Geek | Melhor Filme de Animação | Melhor Filme Anime |
| --- | --- | --- |
| - Tudo em Todo o Lado ao Mesmo Tempo (Vencedor) - Avatar: O Caminho da Água - Black Panther: Wakanda Para Sempre - Doutor Estranho no Multiverso da Loucura - Nope - O Predador: Primeira Presa - The Batman - Top Gun: Maverick | - O Gato das Botas: O Último Desejo (Vencedor) - Buzz Lightyear - DC Liga dos Super Pets - Guillermo del Toro's Pinocchio - Marcel the Shell with Shoes On - The Sea Beasts - Tico e Teco: O Comando Salvador - Turning Red - Estranhamente Vermelho | - One Piece Film: Red (Vencedor) - Dragon Ball Super: Super-Herói - Jujutsu Kaisen 0 - Digimon Adventure: A Última Evolução Kizuna |
| Melhor Série Geek | Melhor Série Anime | |
| - Stranger Thing (Vencedor) - Andor - House of the Dragon - Moon Knight - The Lord of the Rings: The Rings of Power - The Boys - The Sandman - Wednesday                                                                         | - Spy × Family (Vencedor) - Attack on Titan: The Final Season Part 2 - Chainsaw Man - Cyberpunk Edgerunners - Demon Slayer: Kimetsu no Yaiba - Entertainment District Arc - JoJo’s Bizarre Adventure - Stone Ocean                                   | |

#### Literatura & Banda Desenhada (Livros, Manga & BD)
| Melhor Livro Geek | Melhor Banda Desenhada | Melhor Manga |
| --- | --- | --- |
| - Viúva de Ferro, de Xiran Jay Zhao (Saída de Emergência) (Vencedor) - A Filha do Guardião do Fogo, de Angeline Boulley (Desrotina) - As Bruxas de Pendle, de Stacey Halls (Saída de Emergência) - Ceifador, de Neal Shusterman (Desrotina) - Como matar a tua família, de Bella Mackie (Porto Editora) - Filha da Deusa da Lua, de Sue Lynn Tan (Porto Editora) - Garras Gélidas - Histórias Vermelhas de Zallar - Volume II, de Nuno Ferreira (Editorial Divergência) - Shore Desvendado, de M. G. Ferrey (Suma de Letras) | - Monstress, Vol. 6 – A Promessa, de Marjorie Liu e Sana Takeda (Saída de Emergência) (Vencedor) - CoBrA - Operação Goa, de Marco Calhorda e Daniel Maia (Ala dos Livros) - Macho-Alfa - Volume 2, de Filipe Duarte Pina e Osvaldo Medina (A Seita) - O Caderno da Tangerina, de Rita Alfaiate (Escorpião Azul) - Pele de Homem, de Hubert Boulard e Zanzim (A Seita) - Umbra N.º 3 - Antologia de Banda Desenhada (Umbra Edições) | - Jujutsu Kaisen, de Gege Akutami (Editora Devir) (Vencedor) - Lembranças de Emanon, de Shinji Kajio e Kenji Tsuruta (Sendai Editora) - Na Prisão, de Kazuichi Hanawa (Sendai Editora) - One Piece, Eiichiro Oda (Editora Devir) - Quero Voar, de Kachisou (A Seita) - Solo Leveling, de Chu-Gong (Editorial Presença) |

#### Jogos (Videojogos & Jogos de Tabuleiro)
| Melhor Videojogo | Melhor Videojogo PlayStation | Melhor Videojogo Nintendo |
| --- | --- | --- |
| - God of War Ragnarök (Vencedor) - A Plague Tale: Requiem - Cult of the Lamb - Elden Ring - Horizon Forbidden West - Kirby and the Forgotten Land - Stray - Xenoblade Chronicles 3 | - The Last of Us Part I (Vencedor) - God of War Ragnarök - Gran Turismo 7 - Horizon Forbidden West - Stray - Uncharted Legacy of Thieves Collection                                                  | - Kirby and the Forgotten Land (Vencedor) - Bayonetta 3 - Fire Emblem Warriors Three Hopes - Splatoon 3 - Triangle Strategy - Xenoblade Chronicles 3                                      |
| Melhor Videojogo Xbox | Melhor Jogo de Tabuleiro | Melhor Jogo de Tabuleiro Familiar/Festivo |
| - Pentiment (Vencedor) - As Dusk Falls - Grounded - Immortality - Scorn - Somerville                                                                                               | - Bitoku (Devir) (Vencedor) - Évora (Mebo Games) - Hércules (Mebo Games) - Lacrimosa (Devir) - Moesteiro (Pythagoras) - O Rei Morreu (Mebo Games) - Pessoa (Pythagoras) - Ultimate Railroads (Devir) | - Akropolis (Mebo Games) (Vencedor) - Bosque Encantado (Mebo Games) - Cenas Giras (Mebo Games) - Dodo (Devir) - Stella: Dixit Universe (Mebo Games) - Ten (Devir) - Walkie-Talkie (Devir) |

## IV Edição (2022)

#### Cinema & Televisão (Filmes, Séries & Anime)
| Melhor Filme Geek | Melhor Filme de Animação | Melhor Filme Anime |
| --- | --- | --- |
| - Duna (Vencedor) - Homem-Aranha: Sem Volta a Casa - Não Olhes Para Cima - O Esquadrão Suicida - Shang-Chi e a Lenda dos Dez Anéis - Viúva Negra | - Luca (Vencedor) - Encanto - Os Mitchell Contra as Máquinas - Raya e o Último Dragão - Ron Dá Erro - The Witcher: Nightmare of the Wolf | - Sailor Moon Eternal (Vencedor) - Aya e a Feiticeira - Bright Samurai Soul - Demon Slayer - o Filme: Comboio Infinito - Evangelion: 3.0+1.0 Thrice Upon a Time - Mobile Suit Gundam: Hathaway |
| Melhor Curta Geek Nacional (Portugal) | Melhor Curta de Animação Nacional (Portugal) | Melhor Dobragem em Cinema (Portugal) |
| - O Lobo Solitário (Vencedor) - Cabra Cega - Calor - Meu Castelo, Minha Casa - Misericórdia - Os Abismos da Alma                                 | - O Voo das Mantas (Vencedor) - A Menina Parada - O Teu Nome É - Scratch | - Carina Leitão, como Mirabel em Encanto (Vencedora) - Ana Cloe, como Sisu em Raya e o Último Dragão - Filomena Cautela, como Morticia Addams em A Familia Adams 2 - Mário Redondo, como Rick Mitchell em Os Mitchells Contra as Máquinas - Sabri Lucas, como Ron em Ron Dá Erro - Vasco Palmeirim, como Buster Moon em Cantar 2 |
| Melhor Série Geek | Melhor Série Nacional (Portugal) | Melhor Série de Animação |
| - Squid Game (Vencedor) - Cobra Kai - Hawkeye - Loki - The Witcher - WandaVision                                                                 | - Pôr do Sol (Vencedor) - 5starz - Até Que a Vida nos Separe - Doce - Glória - Prisão Domiciliária | - Arcane (Vencedor) - Castlevania - Invincible - Rick and Morty - Solar Opposites - What If...? |
| Melhor Série Anime | Melhor Dobragem em Anime (Portugal) | |
| - Star Wars: Visões (Vencedor) - Beastars T2 - Dr. Stone: Stone Wars - JoJo's Bizarre Adventure: Stone Ocean - Odd Taxi - Tokyo Revengers        | - Rita Brito, como Misae em Shin-chan (Vencedora) - Alexandre Maia, como Bakugou em My Hero Academia T4 - Ana Teresa Pousadas, como Jirou em My Hero Academia T4 - Inês Pereira, como AM em Star Wars: Visões - Rodrigo Mourão, como Kirishima em My Hero Academia T4 - Teresa Arcanjo, como Goh em Pokémon: Jornadas de Mestre | |

#### Literatura & Banda Desenhada (Livros, Manga & BD)
| Melhor Livro Geek | Melhor Livro Geek Nacional (Portugal) | Melhor Banda Desenhada |
| --- | --- | --- |
| - The Witcher: Tempos de Tempestade - Andrzej Sapkwoski (Saída de Emergência) (Vencedor) - A Biblioteca da Meia-Noite - Matt Haig (Top Seller) - A Roda do Tempo: A Sombra Alastra - Robert Jordan (Bertrand Editora) - A vida Invisível de Addie La Rue - V. E. Schwab (Editora Minotauro) - As Mulheres Douradas - Namina Forma (Gailivro) - Cinco Destinos Negros - Kendare Blake (Porto Editora)   | - Avatar: Destino do Universo - Frederico Duarte (Editorial Divergência) (Vencedor) - A Lua e as Criaturas das Trevas - Maria Luísa Garcia (Emporium Editora) - Aquorea - Inspira - M. G. Ferrey (Nuvem de Tinta) - O Cardeal - Nuno Nepomuceno (Cultura Editora) - O Deus das Moscas Tem Fome - Luís Corte Real (Saída de Emergência) - Segredo mortal - Bruno M. Franco (Cultura Editora) | - Heartstopper: Volume 2 - Alice Oseman (Cultura Editora) (Vencedor) - Apesar de Tudo – Jordi Lafebre (Arte de Autor) - Drácula - Georges Bess (A Seita) - Monstress Vol 5 - Filha da Guerra - Marjorie Liu e Sana Takeda (Saída de Emergência) - O Burlão nas Índias – Alain Ayroles & Juanjo Guarnido (Ala dos Livros) - O Relatório de Brodeck - Manu Larcenet (A Seita) |
| Melhor Banda Desenhada Nacional | Melhor Manga | Melhor Manga Traduzido |
| - Umbigo do Mundo vol. 1: Alma Mãe – Penim Loureiro & Carlos Silva (A Seita) (Vencedor) - Crónicas de Enerelis vol. 1 - Patrícia Costa (Independente) - Macho-Alfa - Volume 1 - Filipe Pina e Osvaldo Medina (A Seita) - O Coração na Boca - Horácio Gomes (Escorpião Azul) - O Corvo V - Inimigos Íntimos - Luís Louro (Ala dos Livros) - Sapiens Imperium - Sam Timel e Jorge Miguel (Arte de Autor) | - Look Back - Tatsuki Fujimoto (Vencedor) - AYASHIMON - Yuji Kaku - Dandadan - Yukinobu Tatsu - The Elusive Samurai - Yusei Matsui | - Spy x Family - Tatsuya Endo (Devir) (Vencedor) - A Jornada de Kappa - Imiri Sakabashira (Sendai) - A Raposa e o Pequeno Tanuki - Mi Tagawa (Midori) - Panorama do Inferno - Hideshi Hino (Sendai) |

#### Jogos (Videojogos & Jogos de Tabuleiro)
| Melhor Videojogo Multiplataforma | Melhor Videojogo Nacional | Melhor Videojogo VR |
| --- | --- | --- |
| - It Takes Two (Hazelight Studios) (Vencedor) - 12 Minutes (Annapurna Interactive) - Loop Hero (Four Quarters) - Marvel’s Guardians of the Galaxy (Eidos Montréal) - Psychonauts 2 (Double Fine) - Resident Evil Village (Capcom)          | - Out of Line (Nerd Monkeys) (Vencedor) - CLT (notagamestudio) - Nightslink (Noiseminded) - Pecaminosa (Cereal Games) - Sea of Roses (Crescent Tea Studios) - Short Games Collection (Nerd Monkeys) | - Resident Evil 4 VR (Armature Studio) (Vencedor) - Hitman 3 VR (IO Interactive) - I Expect You To Die 2 (Schell Games) - Lone Echo II (Ready at Dawn) - Sniper Elite VR (Rebellion Developments) - The Climb 2 (Crytek)                                                               |
| Melhor Videojogo PC | Melhor Videojogo PlayStation | Melhor Videojogo Nintendo |
| - Age of Empires IV (Relic Entertainment, World's Edge Studio) (Vencedor) - Before Your Eyes (GoodbyeWorld Games) - Humankind (Amplitude Studios) - Inscryption (Devolver Digital) - New World (Amazon Game Studios) - Valheim (Iron Gate) | - Ratchet and Clank: Rift Apart (Insomniac Games) (Vencedor) - Death Stranding Director's Cut (Kojima Productions) - Destruction AllStars (Lucid Games Limited) - Final Fantasy VII Remake Integrade (Square Enix) - Ghost of Tsushima Director's Cut (Sucker Punch Productions) - Returnal (Housemarque) | - Mario Party Superstars (NDCube) (Vencedor) - Metroid Dread (MercurySteam, Nintendo) - Monster Hunter Rise (Capcom) - New Pokemon Snap (Bandai Namco Studios, The Pokémon Company) - Shin Megami Tensei V (Atlus) - Super Mario 3D World + Bowser’s Fury (Nintendo EAD, Nintendo EPD) |
| Melhor Videojogo Xbox | Melhor Jogo de Tabuleiro | Melhor Jogo de Tabuleiro Familiar/Festivo |
| - Halo Infinite (343 Industries) (Vencedor) - Forza Horizon 5 (Playground Games) - Microsoft Flight Simulator Xbox Edition (Asobo Studio) - Sable (Shedworks) - The Artful Escape (Beethoven & Dinosaur) - The Ascent (Neon Giant)         | - As Ruinas Perdidas de Arnak (Devir) (Vencedor) - Everdell (Maldito Games) - Furnace (Maldito Games) - LUNA Capital (Devir) - Quetzal (MEBO Games) - Under Falling Skies (Divercentro) | - 28 (MEBO Games) (Vencedor) - Codex Naturalis (Maldito Games) - Coyote (Devir) - LUNA Capital (Devir) - Magalhães: Elcano (Pythagoras Games) - Under Falling Skies (Divercentro) |

## III Edição (2021)

#### Cinema & Televisão (Filmes, Séries & Anime)
| Melhor Filme Geek | Melhor Filme de Animação | Melhor Curta de Animação Nacional (Portugal) |
| --- | --- | --- |
| - Mulher-Maravilha 1984 (Vencedor) - Birds of Prey - O Homem Invisível - Sonic - O Filme - Tenet - The Old Guard | - Soul - Uma Aventura com Alma (Vencedor) - 'Bora Lá! - Os Willoughby - Para Além da Lua - Trolls: Tour Mundial - Wolfwalkers | - Mesa, de João Fazenda (Vencedor) - Elo, de Alexandra Ramires - Seja como For, de Catarina Romano - Setembro, de Ricardo Mata |
| Melhor Dobragem em Cinema (Portugal) | Melhor Série Geek | Melhor Série de Animação |
| - Marisa Liz, Barb em Trolls: Tour Mundial (Vencedor) - Ana Rita Tristão, 22 em Soul: Uma Aventura Com Alma (Disney+) - André Raimundo, Ian Lightfoot em Bora Lá (Disney+) - Carla García, Candace Flynn em Phineas e Ferb, o Filme: Candace Contra o Universo (Disney+) - Joana Castro, Mulan em Mulan (Disney+) - Vânia Pereira, Chang'e em Para Além da Lua (Netflix) | - The Mandalorian - The Haunting of Bly Manor - Lovecraft Country - His Dark Materials - The Boys - The Umbrella Academy | - Star Wars: The Clone Wars - Big Mouth - BoJack Horseman - Castlevania - Rick and Morty |
| Melhor Série Anime | Melhor Filme Anime | Melhor Dobragem em Anime (Portugal) |
| - Tower of God (Vencedor) - Akudama Drive - Dorohedoro - Great Pretender - Jujutsu Kaisen - Keep Your Hands Off Eizouken! | - Os Gatos Também Choram (Vencedor) - Attack on Titan: Chronicle - Burn the Witch - Demon Slayer the Movie: Mugen Train - Made in Abyss: Dawn of the Deep Soul (Made in Abyss: Fukaki Tamashii no Reimei) - Violet Evergarden: The Movie | - Ana Teresa Pousadas, Tsuyu Asui e outros em My Hero Academia T3 (Vencedor) - Alexandre Maia, Katsuki Bakugo e outros em My Hero Academia T3 - Miguel Sousa, Deku em My Hero Academia T3 - Paulo Oom, Valentin Esner em Inazuma Eleven Ares - Raquel Rosmaninho, Ash Ketchum em Jornadas Pokémon - Rodrigo Mourão, Eijiro Kirishima e outros em My Hero Academia T3 |

#### Literatura & Banda Desenhada (Livros, Manga & BD)
| Melhor Livro Geek | Melhor Livro Geek | Melhor Livro Geek |
| --- | --- | --- |
| - Sombra de um Peregrino, Rafael Loureiro (Vencedor) - A Morte do Papa, Nuno Nepomuceno - A Senhora do Lago - Parte 2, Andrzej Sapkowski - Os Passageiros, John Marrs - Os Testamentos, Margaret Atwood - Sem Saída, Cara Hunter                | | |
| Melhor Livro Geek Nacional (Portugal) | Melhor Banda Desenhada | Melhor Banda Desenhada Nacional |
| - A Morte do Papa, Nuno Nepomuceno (Vencedor) - 3020: A Conspiração de Atlântida, R. C. Colaço - A Menina dos Doces, Pedro Cipriano - Dormir com Lisboa, Fausta Cardoso Pereira - Lago, Filipe Santos - O Lugar das Coisas Estranhas, Ana Nobre | - Balada para Sophie, Filipe Melo e Juan Cavia (Vencedor) - Descender vol. 6: A Guerra das Máquinas, Jeff Lemire e Dustin Nguyen - O Castelo dos Animais vol. 1: Miss Bengalore, Xavier Dorison & Félix Delep - O Pacto da Letargia, Miguelanxo Prado - Sete para a Eternidade - Livro 1, Rick Remender e Jerome Opeña | - Balada para Sophie, Filipe Melo e Juan Cavia (Vencedor) - Alice - Edição Especial 25 anos, Luís Louro - Desvio, Ana Pessoa & Bernardo P. Carvalho - O Penteador, Paulo J. Mendes - Shanghai Dream, Philippe Thirault e Jorge Miguel |
| Melhor Manga | Melhor Manga Traduzido | Melhor Manga Nacional (Portugal) |
| - Monster #8 (Vencedor) - Ayakashi Triangle - Kamibukuro-kun wa Koishiteru - Mashle: Magic and Muscles - Phantom Seer | - Death Note Black Edition I (Vencedor) - O Gourmet Solitário - Spectrus: Paralisia do Sono - The Promised Neverland - Tokyo Ghoul: re | - Júpiter (edição integral) - Ricardo Lopes (Vencedor) - Mishima, Manifesto de Lâminas - Tiago Manuel - Sambo - Renan Pantoja Vilas - Weak - Kachisou                                                                                 |

#### Jogos (Videojogos & Jogos de Tabuleiro)
| Melhor Videojogo | Melhor Videojogo Nacional | Melhor Videojogo VR |
| --- | --- | --- |
| - The Last of Us Parte II (PlayStation) (Vencedor) - Animal Crossing: New Horizon (Nintendo) - Doom Eternal (Bethesda) - Final Fantasy VII Remake (Square Enix) - Ghost of Tsushima (PlayStation) - Hades (Supergiant Games) | - Those Who Remain (Camel 101) (Vencedor) - Agent Klutz (notagamestudio) - For the Warp (Massive Galaxy Studios) - Into a Dream (Filipe F. Thomaz) - Outsider: After Life (Once A Bird Games) - Traffix (Infinity Games) | - Half-Life Alyx (Vencedor) - Dreams - Iron Man VR - STAR WARS: Squadrons - The Walking Dead: Saints & Sinners - Vader Immortal: A Star Wars VR Series |
| Melhor Videojogo PlayStation | Melhor Videojogo Nintendo | Melhor Videojogo Xbox |
| - The Last of Us Parte II (Vencedor) - Demon's Souls - Final Fantasy VII Remake - Ghost of Tsushima - Marvel's Spider-Man: Miles Morales                                                                                     | - Animal Crossing: New Horizons (Vencedor) - Hyrule Warriors: Age of Calamity - Paper Mario: The Origami King - Pikmin 3 Deluxe - Super Mario 3D All-Stars                                                               | - Ori and the Will of the Wisps (Vencedor) - Battletoads - Call of the Sea - Gears Tactics - Microsoft Flight Simulator                                |
| Melhor Jogo de Tabuleiro | Melhor Jogo de Tabuleiro Nacional (Portugal) | Melhor Jogo de Tabuleiro Familiar/Festivo |
| - É Um Maravilhoso Mundo (Vencedor) - As Tabernas do Vale Profundo - Café - Marco Polo 2 - The Red Cathedral | - Rossio (Vencedor) - 2491 Planetship - Café - Caretos - Vidrado | - Peça Palavra (Vencedor) - 3 Tigres - Coatl - Ratzzia - Salada de Pontos                                                                              |

## II Edição (2020)

#### Cinema & Televisão (Filmes, Séries & Anime)
| Melhor Filme                                                                                   | Melhor Filme Geek                                                                                            | Melhor Filme de Animação                                                                                               |
| ---------------------------------------------------------------------------------------------- | --- | --- |
| - Joker (Vencedor) - Era uma vez em... Hollywood - Marriage Story - O Irlandês - Parasitas     | - Vingadores: Endgame (Vencedor) - Alita: Anjo de Combate - Doutor Sono - Glass - Pokémon: Detective Pikachu | - Toy Story 4 (Vencedor) - Como Treinares o teu Dragão: O Mundo Secreto - Frozen II O Reino do Gelo - Klaus - Mr. Link |
| Melhor Série Geek                                                                              | Melhor Série Nacional (Portugal)                                                                             | Melhor Série Anime |
| - The Witcher (Vencedor) - Dracula - His Dark Materials - The Boys - Watchmen                  | - Conta-me como foi (Vencedor) - Lisboa Azul - Nosso Cônsul em Havana - Solteira e Boa Rapariga - Sul        | - The Promise Neverland (Vencedor) - Beastars - Demon Slayer - Dororo - Dr. Stone                                      |
| Melhor Dobragem em Anime (Portugal)                                                            | | |
| - Ana Teresa Pousadas (Vencedor) - Alexandre Maia - Bárbara Lourenço - Rodrigo Mourão - Quimbé | | |

#### Literatura & Banda Desenhada (Livros, Manga & BD)
| Melhor Livro | Melhor Livro Geek                                                                                    | Melhor Banda Desenhada |
| --- | --- | --- |
| - O Mundo à Beira de um Ataque de Nervos (Vencedor) - A Fórmula do Amor - Lá, Onde o Vento Chora - O Homem dos Sussurros - Uma Gaiola de Ouro | - A Queda de Gondolin (Vencedor) - A Fundação - As Sombras de Lázaro - O Despertar de Cthulhu - Seca | - Joker (DC Black Label) (Vencedor) - All-Star Superman - Vol. 1 e 2 - Dampyr: O Suicídio de Aleister Crowley - Os Meus Heróis Foram Sempre Drogados - Verões Felizes 1 Rumo ao Sul |
| Melhor Manga | | |
| - Tokyo Shinobi Squad (Vencedor) - Beast Children - Charlotte Has Five Disciples - Ebony - Samurai 8: Hachimary Den                           | | |

#### Jogos (Videojogos & Jogos de Tabuleiro)
| Melhor Videojogo | Melhor Videojogo PlayStation                                                    | Melhor Videojogo Nintendo |
| --- | ------------------------------------------------------------------------------- | --- |
| - Resident Evil 2 (Vencedor) - Devil May Cry 5 - Luigi's Mansion 3 - Sekiro: Shadows Die Twice - Star Wars: Jedi Fallen Order | - Death Stranding (Vencedor) - Concrete Genie - Days Gone - Judgment - MediEvil | - The Legend of Zelda: Link's Awakening (Vencedor) - Astral Chain - Fire Emblem Three Houses - Luigi's Mansion 3 - Pokémon Sword / Shield |
| Melhor Videojogo Xbox | Melhor Jogo de Tabuleiro                                                        | Melhor Jogo de Tabuleiro Familiar/Festivo                                                                                                 |
| - Gears 5 (Vencedor) - Crackdown 3                                                                                            | - Porto (Vencedor) - 6 Castelos - Botanists - Fresco - Wingspan                 | - Clube Detective (Vencedor) - Trapwords (Menção Honrosa) - Carrossel - Garum - Itanbul: O Jogo de Dados                                  |

## I Edição (2019)

#### Cinema & Televisão (Filmes, Séries & Anime)
| Melhor Filme | Melhor Filme                                                                                 | Melhor Filme |
| --- | -------------------------------------------------------------------------------------------- | --- |
| - Vingadores: Guerra do Infinito (Vencedor) - Black Panther - A Forma da Água - Bohemian Rhapsody - Ready Player One: Jogador 1 - Monstros Fantásticos: Os Crimes de Grindelwald |                                                                                              | |
| Melhor Filme de Animação | Melhor Série                                                                                 | Melhor Série Anime |
| - Homem-Aranha no Universo-Aranha (Vencedor) - Presa Branca - Ilha dos Cães - The Incredibles 2 Os Super-Heróis - Ralph vs Internet                                              | - Stranger Things - 1986 (Menção Honrosa) - Cobra Kai - Atlanta - The Haunting of Hill House | - Attack on Titan T3 (Vencedor) - Rascal Does Not Dream of Bunny Girl - Goblin Slayer - Violet Evergarden - That Time I Got Reincarnated as a Slime |

#### Literatura & Banda Desenhada (Livros, Manga & BD)
| Melhor Livro | Melhor Banda Desenhada | Melhor Manga                                                                                      |
| --- | --- | ------------------------------------------------------------------------------------------------- |
| - O Tatuador de Auschwitz (Vencedor) - As Flores Perdidas de Alice Hart - A Coisa - Sangue de Fogo - O Homem Giz - Um de Nós Mente | - Monstress Vol. 2 - O Sangue (Vencedor) - Deuses Americanos - Sombras - Descender Vol. 1 - Estrelas de Lata - O Legado de Júpiter Vol. 1 - Luta de Poderes - Dragomante - Fogo de Dragão - The FADE OUT - Crepúsculo em Hollywood | - My Hero Academia (Vencedor) - Cardcaptor Sakura: Clear Card - Dr. Stone - The Promise Neverland |

#### Jogos (Videojogos & Jogos de Tabuleiro)
| Melhor Videojogo | Melhor Videojogo PlayStation | Melhor Videojogo Nintendo |
| --- | --- | --- |
| - Red Dead Redemption II (Vencedor) - Assassin's Creed Odyssey - Forza Horizon 4 - Monster Hunter World - God of War - Super Smash Bros. Ultimate | - God of War (Vencedor) - Detroit: Become Human - Marvel's Spider-Man - Ni no Kuni II - Revenant Kingdom - Shadow of the Colossus | - Super Smash Bros. Ultimate (Vencedor) - Octopath Traveler - Kirby Star Allies - Super Mario Party - Pokémon Let's Go Pikachu! / Eevee! |
| Melhor Videojogo Xbox | Melhor Jogo de Tabuleiro | Melhor Jogo de Tabuleiro Familiar/Festivo                                                                                                |
| - Forza Horizon 4 (Vencedor) - Ashen - Sea of Thieves - State of Decay 2                                                                          | - Arraial (Vencedor) - Fado: Duetos e Desgarradas - Azul - Tzolk'in: O Calendário Maya - Sagrada                                  | - Código Secreto: Dueto (Vencedor) - Blue Lagoon - Era uma vez - Mistakos - Exit                                                         |